# Cartas de Amor de uma Freira Portuguesa
Cartas de Amor de uma Freira Portuguesa (título original: Die Liebesbriefe einer portugiesischen Nonne) é um filme de drama histórico e terror erótico, do subgénero nunsploitation, realizado por Jesús Franco em 1977. Vagamente inspirado no romance epistolar do século XVII "As Cartas Portuguesas" da autoria da religiosa portuguesa Mariana Alcoforado, o filme gerou grande controvérsia quando estreou, por retratar cenas de sexo, nudez e orgias, chocando até mesmo o elenco português que desconhecia, que haviam sido utilizados duplos para os planos mais explícitos e as novas cenas de teor sexual ou erótico.

## Sinopse
Enviada para um convento na Serra d'Aire para salvar a sua alma, Maria é forçada a expiar os seus pensamentos pecaminosos e desejos carnais, enquanto sofre várias penitências aplicadas pela cruel Madre Superior Alma e o pervertido Padre Vicente. Contudo, desconhecendo que estes abandonaram a sua fé cristã e servem Satanás, a jovem envolve-se numa perigosa trama de estranhos rituais satânicos, tortura, sexo forçado e orgias, começando a crer que está a enlouquecer e a projectar as suas fantasias sexuais. Desesperada, apenas encontra conforto nas cartas que escreve à sua mãe e a Deus, sem que no entanto estas sejam alguma vez entregues.

## Elenco
- Susan Hemingway (Maria Rosalia Coutinho)
- William Berger (Padre Vicente)
- Ana Zanatti (Madre Superior Alma)
- Herbert Fux (Satanás)
- Vítor Mendes (António Fernando Queiroz de Melo)
- José Viana (Grande Inquisidor)
- Victor de Sousa (Assistente do Inquisidor)
- Herman José (Príncipe Manuel Gonçalves)
- Nicolau Breyner (Escudeiro do Príncipe)
- Aida Vargas, creditada Aida Kargas (Irmã Joana)
- Aida Gouveia, creditada Isa Schneider (Irmã Antónia)
- Clara Marabuto (Irmã Josefina)
- Esther Studer (Irmã)
- Dagmar Bürger (Irmã)
- Patrícia Leal, creditada Patrícia da Silva (Mãe de Maria)
- Anton Diffring (Padre Velho)

## Produção
Após Erwin C. Dietrich ter tido bastante sucesso como distribuidor de filmes no subgénero de nunsploitation, ambicionando arrecadar uma boa receita nas bilheteiras, o produtor suíço planeou produzir de raiz um filme no mesmo género. Atraído pela obra "Cartas Portuguesas" de 1669, convidou o realizador espanhol Jesús Franco para dirigir a versão cinematográfica, e, juntamente com Christine Lembach, os três criaram o argumento adaptado.
Retirando inspiração da obra original, o filme foi rodado entre os dias 8 e 27 de novembro de 1976, em Portugal, podendo ser reconhecidas algumas das suas localizações, como o Castelo dos Mouros, o Palácio Nacional de Sintra, o Palácio dos Condes de Castro Guimarães, o Parque da Gandarinha (atual Parque Marechal Carmona) em Cascais, ou ainda o Mosteiro dos Jerónimos e o Jardim Botânico Tropical de Belém em Lisboa.
Com estreia marcada para 10 de março de 1977 na Alemanha Ocidental, Erwin C. Dietrich apostou numa forte campanha publicitária para gerar o interesse do público, tendo contratado o artista Georges Morf para a concepção e elaboração do poster oficial. Utilizando a frase “proibido e condenado ao ostracismo durante três séculos: filmado pela primeira vez! ", Georges Morf criou uma ilustração sugestiva, onde uma torre de igreja com formato fálico surgia entre os seios denudados de uma freira.
Com exibição por toda a Europa, o filme teve particular sucesso em Espanha, onde recebeu o títulos "Cartas de una monja portuguesa" ou ainda "Cartas de Amor de una monja".

## Controvérsia em Portugal
Após a estreia do filme em 1977, este apenas chegou às salas de cinema de Portugal no início da década de 1980, apanhando de surpresa grande parte do elenco composto por atores portugueses que nunca tinham visionado a versão final. Segundo Ana Zanatti, quando foi informada por um jornalista que se tratava de um «filme pornográfico», a atriz foi apanhada de surpresa, respondendo anos mais tarde no programa "Perdidos e Achados" da SIC:«Desatei-me a rir. Nu era o menos, porque nu eu já tinha feito, mas ele afirmava aquilo tão perentoriamente, que às tantas comecei a acreditar que era verdade, que tinha entrado num filme pornográfico e não sabia. Teriam feito qualquer montagem com as cenas, qualquer coisa que eu desconhecia». Após o escândalo, quando finalmente viram o filme numa sala portuguesa, tanto Ana Zanatti como Herman José responderam que as expectativas que haviam sido feitas não correspondiam à realidade, tratando-se apenas de uma reacção exagerada da conservadora sociedade portuguesa que não sabia distinguir um filme erótico de um filme pornográfico.
Quase trinta anos mais tarde, o mistério por trás das cenas mais quentes foi revelado pelo assistente de realização David Quintans, que confessou saber que haviam sido realizadas sem o conhecimento dos atores portugueses, tendo os planos de nudez explícita sido encomendados e filmados em Espanha, França ou até na Alemanha, já após a rodagem original do filme ter terminado.